# بيل هاردكاسل
بيل هاردكاسل (بالإنجليزية: Bill Hardcastle)‏ هو لاعب اتحاد الرغبي نيوزيلندي، ولد في 30 أغسطس 1874 في ويلينغتون في نيوزيلندا، وتوفي في 11 يوليو 1944 في رندويك ‏ في أستراليا.

## وصلات خارجية
- بيل هاردكاسل عل موقع إسبنسكروم (الإنجليزية)